# Robert Knox (viaggiatore)
Robert Knox (1640 – Londra, 19 giugno 1720) è stato un viaggiatore e scrittore scozzese.
Robert Knox è un viaggiatore e autore inglese, probabilmente di origine scozzese, che ci ha lasciato una relazione di viaggio, intitolata An historical relation of the island Ceylon, in the East Indies: with an account of the detaining in captivity the author and divers other Englishmen now living there, and of the author's miraculous escape e pubblicata a Londra nel 1681, sull'isola di Ceylan, della quale fa il primo resoconto dettagliato concernente la storia naturale, la religione, la lingua, la vita sociale e i costumi. L'autore fa pure menzione della sua cattura, della sua prigionia e della sua evasione dall'isola dopo 19 anni di cattività.

## Biografia
A proposito della sua educazione, scrive: « Al tempo della mia infanzia, io seguivo soprattutto le lezioni di mia madre, mio padre era generalmente in mare... Era una donna di molta fede: Dio era in tutti i suoi pensieri, come lo mostrava dai suoi discorsi e dalle sue pie esortazioni, a noi bimbi, ad apprendere la conoscenza divina e ad amarlo, a temerlo e a servirlo nella nostra gioventù » Della sua istruzione, ci dice che « quando fui abbastanza grande, fui inviato in un internato a Roehampton, presso il dr James Fleetwood poi diventato vescovo di Worcester. »

### Prigioniero a Ceylan

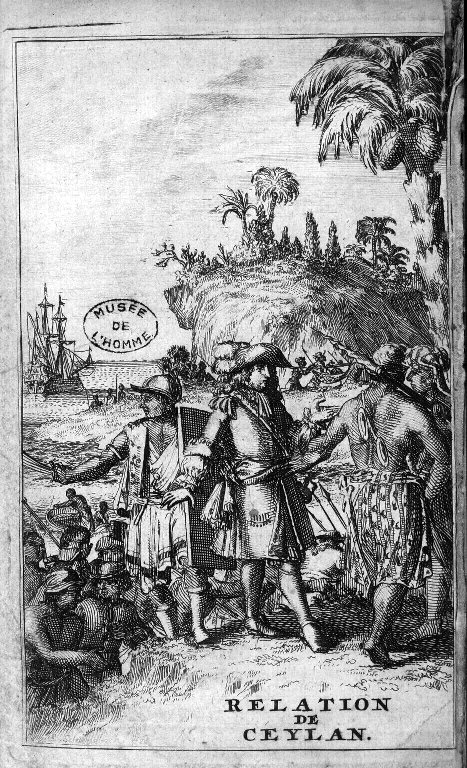
Frontespizio della Relazione di Ceylan: Robert Knox sbarca a Ceylan

Knox si imbarca per una missione commerciale con destinazione la costa del Coromandel, il 21 gennaio 1657 a bordo del vascello Anne della Compagnia britannica delle Indie orientali (CAIO) di cui suo padre era capitano. Mentre la nave sta caricando le merci per il rientro in Inghilterra, l'19 novembre 1659, una tempesta danneggia gravemente vele e alberi. Il rappresentante della Compagnia britannica delle Indie orientali a Madras ordina di far vela verso Trincomalee a Ceylan dopo aver imbarcato un carico di tessuti e di venderli mentre sarebbero iniziati i lavori di riparazione.

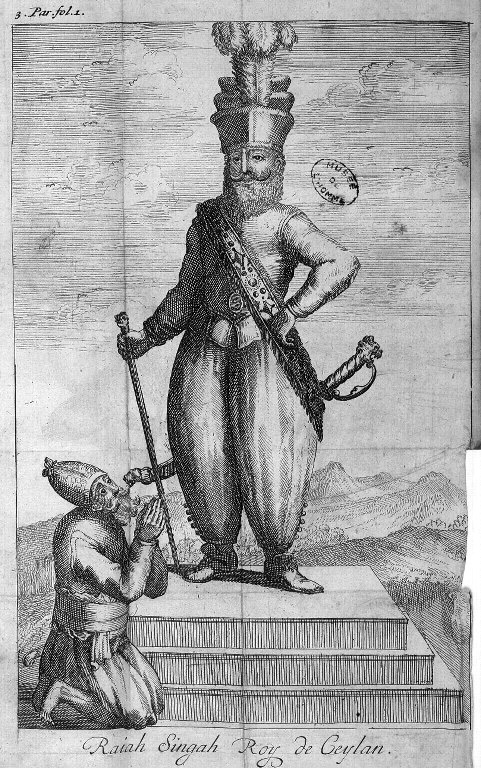
Râjasimha II o Raiah Singah, Re di Ceylan

Râjasimha II che dirige l'isola in quest'epoca e il cui lungo regno durò dal 1629 al 1687, ha imparato a diffidare degli stranieri, avendo già avuto dei rapporti, talvolta conflittuali, con dei portoghesi, degli olandesi, dei francesi e dei danesi. Egli invia quindi un gruppo per accogliere gli inglesi con dei doni e farli scendere a terra. Subito sedici inglesi, tra cui Knox e suo padre, sono fatti prigionieri, ma riescono ad avvertire del pericolo il resto dell'equipaggio e a ordinare loro di partire per Porto-Novo e di fare un rapporto al rappresentante della CAIO. 
Knox perde suo padre di malaria il 9 febbraio 1661, a Bandara Koswatte. Egli vive in seguito dal 1664 al 1666, nel villaggio di Handpanadara (oggi Deyaladha Amuna Pattuwa) a sud-ovest di Kegalle (oggi Etiriyagala). Poi risiede dal 1667 al 1670 a Legundeniya nel distretto di Kandy a una decina di chilometri da Gampola e infine a Eladetta nel sud di Kandy. La vita si organizza in cattività, alcuni marinai fabbricano oggetti a maglia, distillano alcolici, altri si mettono al servizio del re, cosa che Knox rifiuterà sempre, senza mai cessare di pensare alla sua evasione. 
Conduce così a Eladetta, dove acquista un terreno, la vita di un paesano singalese del regno di Kandy per una ventina di anni. Si costruisce una modesta casa e coltiva il suo giardino, alleva polli, capre e maiali, mangia cibo locale. Un giorno, scambia una Bibbia che un vecchio possiede con un cappello lavorato a maglia. Annota alcuni proverbi come : « un mendicante e un commerciante mai si perdono perché conoscono tutte le vie. » oppure « Chi riceve un tuo prestito diventa tuo nemico. » Rifiuta di sposarsi, come faranno molti suoi compagni, con una donna singalese, e alla fine, uno dei suoi compagni, Stephen Ruthland, e lui, restano i soli celibi.
Dopo diciannove anni, sei mesi e sette giorni di cattività, arriva infine il momento: Knox e Ruthland, fuggono. Contano, percorrendo la strada del nord, di entrare in paese tamil, che controllano il nord dell'isola, o in zona olandese. Passa per Anurādhapura che è inabitato all'epoca, incontra dei tamil che ignorano la lingua singalese e che vivono indipendenti dai singalesi del sud. Seguendo le rive del fiume Malwatu Oya, in territorio olandese, raggiungono, il 16 ottobre 1679, il forte olandese di Arpu. Da qui prendono una nave per l'Inghilterra, via Batavia e arrivano a Londra nel settembre del 1680.

### La descrizione

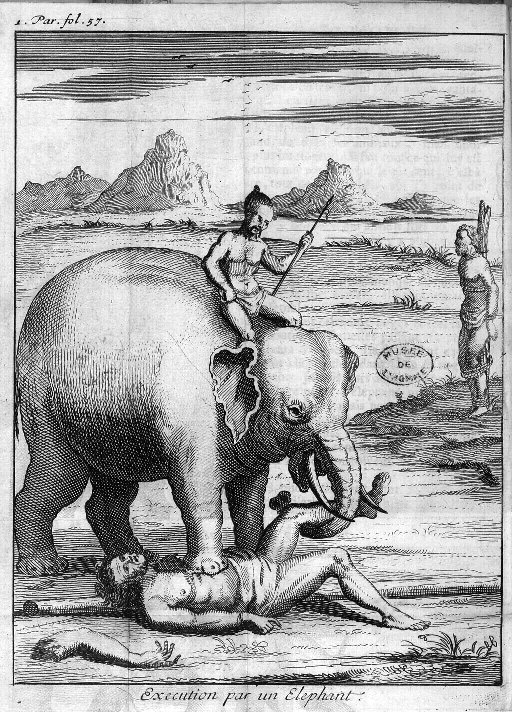
Supplizio dell'elefante

Knox si augura di essere esatto e preciso nella sua descrizione dell'isola e dei suoi abitanti, descrivendo dunque ciò di cui è stato personalmente testimone o che era di dominio pubblico e non esitando a riconoscere la sua ignoranza quando era il caso. Durante i diciannove anni del suo soggiorno sull'isola di Ceylan, aveva imparato a parlare correntemente la lingua e fa un'osservazione accurata degli usi e costumi, delle leggi e della religione dei singalesi. Sembra aver avuto buoni rapporti con il popolo, ma fa tuttavia la distinzione tra le genti delle pianure, di cui offre una descrizione favorevole, e i montanari, che non sembra avere apprezzato.
Knox parla anche dei Vedda, gli aborigeni australoidi che sono i primi abitanti dell'isola, oggi in via d'estinzione, e che vivono nella giungla. Descrive in particolare il loro modo di comunicare con gli altri abitanti dell'isola di cui sono tributari per l'ottenimento di certi oggetti. Quando ne hanno bisogno, questi aborigeni, che non conoscono la lavorazione dei metalli, escono dalla giungla e fanno un'offerta di carne essiccata alla porta di un fabbro del villaggio, offerta che accompagnano con una foglia raffigurante la forma della punta della freccia che desiderano. Se il fabbro esegue, gli viene data più carne come pagamento, facendo lo scambio discretamente, ma se egli rifiuta, si espongono a rappresaglie. Certi, tuttavia, rifiutano ogni contatto. 
Knox fa una descrizione precisa della flora e della fauna, dei prodotti naturali e dell'agricoltura dell'isola. Quest'ultima è particolarmente dettagliata. Fa pure una buona relazione sulla risicoltura, descrive le differenti specie del riso, la preparazione della terra, l'inondazione dei campi, la mietitura, la battitura e il consumo della raccolta. Fornisce anche informazioni sui differenti alberi, frutti, erbe e legumi, come pure sul modo di utilizzarli sia come cibo sia come sostanze curative. Fa lo stesso con la fauna dell'isola, e, molto impressionato dagli elefanti, descrive il loro regime e le loro abitudini, il sistema di cattura degli elefanti selvaggi e il loro utilizzo senza dimenticare il loro ruolo di boia.

### Ritorno in Inghilterra
Durante il suo viaggio di ritorno, Knox inizia a scrivere le sue memorie e Robert Hooke lo persuade a dare alle stampe, nel 1681, il libro An Historical Relation of the Island Ceylon in the East Indies (1693), che ottiene un immediato successo e che viene subito tradotto in olandese, tedesco e francese. Konx fa ritorno alla CAIO che gli affida il comando di un battello, il « Tonqeen Merchant », con il quale effettua un viaggio commerciale, nel maggio 1681, nel Vietnam e a Giava. 
Knox intraprende altri cinque viaggi, portando talvolta degli specimen per Robert Hooke di cui è diventato amico. Knox è il primo occidentale a fornire informazioni su una specie di canapa indiana, la cannabis sativa, che fa « perdere l'intelletto e la memoria ». Donerà dei semi a Hooke che la coltiverà e l'utilizzerà poco tempo dopo per combattere le sue emicranie. 
Knox muore a Londra il 19 giugno 1720, sempre celibe.